# Yōko Tawada

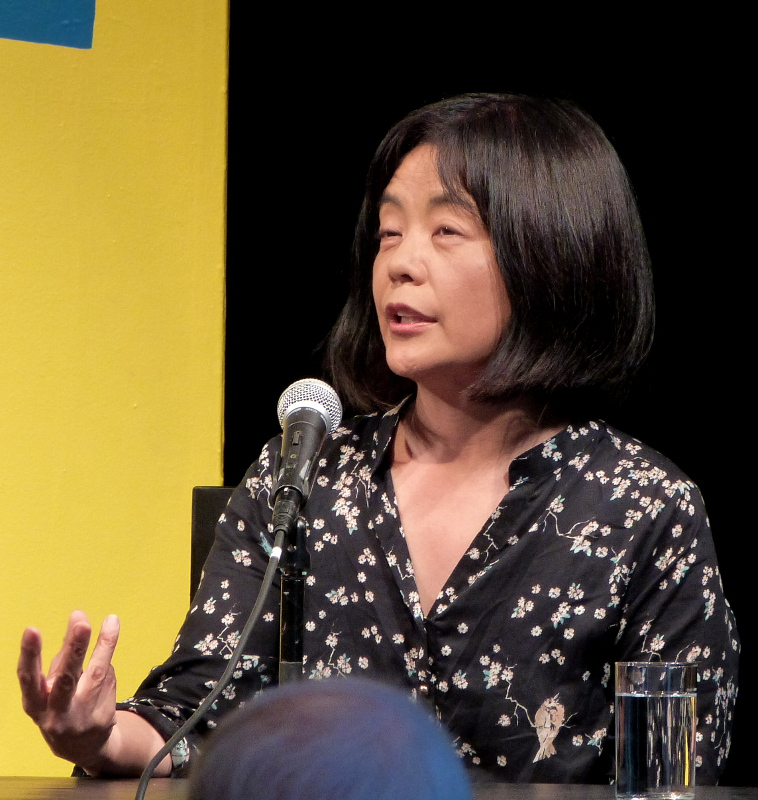
Yōko Tawada, 2014

(Tawada Yoko, Das Bad)
Yōko Tawada (多和田 葉子?, Tawada Yōko; Tokyo, 23 marzo 1960) è una scrittrice giapponese che vive in Germania e scrive sia in tedesco che in giapponese.

## Biografia
Tawada Yōko nasce a Tōkyō nel 1960. Studia la lingua e la letteratura russa all’Università di Waseda. Nel 1979 intraprende un viaggio fino in Germania attraverso la Transiberiana, e sviluppa un interesse particolare per la cultura tedesca. Nel 1982, lo stesso anno della sua laurea, all’età di 22 anni si trasferisce ad Amburgo. Qui conseguirà un master in letteratura tedesca contemporanea e successivamente, all'Università di Zurigo, un dottorato di ricerca in letteratura tedesca.
Nel 1987, cinque anni dopo il suo trasferimento, pubblica la sua prima raccolta di poesie e racconti in tedesco e giapponese, Nur da wo du bist da ist nichts. Nel 1991 vince il premio giapponese Gunzo per nuovi scrittori grazie alla novella Kakato o nakushite（かかとを失くして). Nel 1992 vince il prestigioso Premio Akutagawa con Inumuko iri (犬婿入り); nel 2005 con la Medaglia Goethe, le viene riconosciuto il suo contributo alla cultura tedesca.
Nel 2006 si trasferisce a Berlino, dove continua la sua attività scrivendo sia in giapponese che tedesco, e spaziando tra più generi letterari: romanzo breve, racconto, poesia e teatro. Realizza anche numerose collaborazioni con altri artisti, tra cui musicisti e compositori.

## Stile
Tawada Yoko scrive in due lingue, giapponese e tedesco: un caso davvero unico tra le scrittrici giapponesi. Viaggia costantemente tra vari paesi, tenendo conferenze, letture e dissertazioni sui suoi lavori.
Appena arrivata in Germania arrivò quasi al punto di perdere la sua lingua madre, perché il vocabolario del giapponese le sembrava del tutto inadeguato per descrivere efficacemente il suo stato d'animo; non padroneggiando ancora il tedesco, attraversò quindi un periodo di transizione in cui non riuscì ad esprimersi in alcuna lingua. Quando riprese a scrivere in giapponese, la sua lingua nativa si era ormai trasformata.
(Yoko Tawada, da "Writing in Two Languages: A Conversation with Yoko Tawada")
I romanzi e le poesie di Tawada sono scritti in giapponese e in tedesco, ma più spesso solo in una delle due lingue: o in tedesco o in giapponese. Si nota la sua tendenza a differenziare la lingua a seconda del genere: predilige scrivere poesie e romanzi in giapponese, mentre scritti per il teatro, saggi e articoli in tedesco. In entrambe le lingue, i temi ricorrenti e fra loro sempre interconnessi sono i viaggi, i miti e le metamorfosi del corpo.

Uno dei suoi primi lavori in doppia lingua, pubblicato nel 1987, è una raccolta di poesie e prosa: la versione tedesca si intitola Die Flucht des Monds, quella giapponese Tsuki no tōso ( 月の逃走). Successivamente elabora un'ulteriore versione, intitolata Die 逃走 des 月 , nella quale sviluppa un processo di ibridazione tra le due lingue unendole in un'unica lingua ottenuta sostituendo tutti i morfemi lessicali delle parole con i kanji e lasciando invece in tedesco le parti grammaticali.
da 来 der 月 herange転t
裸
auf einem 自転車
彼 hatte den 道 mitten 通 den 暗喩公園 ge選
um 我 zu»
Il particolare bilinguismo letterario di Tawada è connotato da alcune caratteristiche: la combinazione linguistica di giapponese e tedesco è piuttosto rara come scelta, e i lettori che possono comprenderla sono relativamente pochi; la scrittrice cambia continuamente tra le sue due lingue, e inscrive prospettive bilingui in ciascuna delle sue opere in modo sottile e decostruttivo. Per queste sue particolarità le sue opere hanno ricevuto numerosi riconoscimenti sia in Giappone che in Germania.

## Tematiche ricorrenti
I temi più ricorrenti nelle sue opere riguardano il concetto di confine, di “straniero” ed “estraneo”, e di metamorfosi.
Il primo tema la riguarda in prima persona, per le precedenti esperienze di viaggio, primo tra tutti quello lungo la Transiberiana che l’ha poi portata a trasferirsi in Germania, e per la scelta di vivere in un paese diverso da quello natale. Il suo interesse sull’identità nazionale, i rapporti tra le lingue e culture diverse ricorrono spesso nei suoi scritti sotto forma di indagine.
La metamorfosi, altro tema ricorrente nella sua scrittura, è intesa sia come trasformazione del corpo, che come mutamento a livello linguistico: ibridazione degli elementi semantici, grammaticali e sintattici delle due lingue da lei parlate.
Nelle sue opere è peculiare un costante ripensamento dei generi tradizionali attraverso una riscrittura della tradizione culturale, sia giapponese che tedesca: gli elementi del folklore nipponico vengono fatti convivere con momenti della storia culturale europea. L’uso dell'ironia serve a decostruire i tipici stereotipi legati ad entrambe le due culture.

## Opere

### Opere tradotte in italiano

#### Memorie di un'orsa polare(Etüden im Schnee, 2014)
- Scritto in tedesco nel 2014, viene pubblicato in Italia dall'editore Guanda nel 2017. Il romanzo si snoda nel corso di un secolo e racconta la storia di tre generazioni di orsi bianchi, allevati in cattività dagli umani. La matriarca è una stella del circo sovietico in ritiro, che scrive la sua biografia e diventa una scrittrice affermata; la figlia Tosca si affermerà invece come ballerina in un circo nella Germania dell'Est, ma dopo la caduta del muro verrà venduta allo zoo di Berlino, dove darà alla luce il figlio Knut che ne diventerà l'attrazione principale. Sono orsi polari che non sono mai stati al Polo Nord e che vivono in mezzo agli uomini, e hanno la capacità di capirne il linguaggio: non fanno però parte della razza umana, da loro spesso osservata con curiosità, stupore e distanza. Questi animali vivono in sospeso fra i richiami ancestrali della natura e della loro specie, per la quale non esistono cittadinanza e passaporto, barriere linguistiche e sociali, e la ricerca di una radice comune con la comunità umana.[12]

#### Il bagno (Das Bad, 1988)
- Pubblicata in Italia nel 2003, la storia ha come protagonista una giovane ragazza che, svegliandosi la mattina e guardandosi allo specchio, scopre che sulla pelle le sono cresciute tante piccole squame. La sua trasformazione in un ibrido donna-pesce subirà poi un ulteriore degrado con la perdita della parola, rubatale da uno spirito con le sembianze di una donna-ratto. La tematica della metamorfosi, fortemente correlata al tema dell’acqua, è il filo conduttore di tutta la narrazione. Opera complessa, carica di innumerevoli simbologie, presenta un gran numero di significati e temi, spesso ricollegandosi alle atmosfere attinte da leggende sia giapponesi che europee.[13]

### Opere in giapponese
- 1991. 三人関係, Sannin kankei,Tōkyō, Kōdansha (Racconto)
- 1993. 犬婿入り, Inu mukoiri ,Tōkyō, Kōdansha (Racconto)
- 1993. アルファベットの傷口, Arufabetto no kizuguchi; Kawade shobō shinsha, Tōkyō, Kōdansha (Romanzo)
- 1996. ゴットハルト鉄道, Gotthard tetsudō,Gottoharuto tetsudō; (Racconto)
- 1998. 聖女伝説, Seijo densetsu, Tōkyō, Ōta Shuppan (Romanzo)
- 1998. きつね月, Kitsune tsuki, Tōkyō, Shinshokan
- 1998. 飛魂, Hikon, Tōkyō, Kōdansha
- 1998.ふたくちおとこ, Futakuchi otoko, Kawade shobō shinsha (Racconto)
- 1999. カタコトのうわごと, Katakoto no uwagoto, Tōkyō, Seidosha (Saggio)
- 2000. ヒナギクのお茶の場合, Hinagiku no o-cha no baai, Tōkyō, Shinchōsha (Racconto)
- 2002. 容疑者の夜行列車, Yōgisha no yakōressha, Tokyo, Seidosha
- 2002. 球形時間, Kyūkei jikan, Tōkyō, Kōdansha
- 2003. エクソフォニー Exophonie , (Saggio),
- 2004. 旅をする裸の眼, Tabi o suru hadaka no me, Tōkyō, Kōdansha (Racconto)
- 2006. 海に落とした名前, Umi ni otoshita namae, Tōkyō, Shinchōsha (Racconto)
- 2006. 傘の死体とわたしの妻, Kasa no shitai to watashi no tsuma, Tōkyō, Shichōsha (Poesia)
- 2006. アメリカ 非道の大陸, Amerika – Hidō no tairiku, Reisegeschichten
- 2007. 溶ける町 透ける路, Tokeru machi sukeru michi, Tōkyō, Nihon Keizai Shinbun Shuppansha Reiseessays
- 2010. 尼僧とキューピッドの弓, Nisō to kyūpiddo no yumi, Tōkyō, Kōdansha, (Romanzo)
- 2011. 雪の練習生 , Yuki no renshūsei, Tōkyō, Shinchōsha
- 2012. 雲をつかむ話, Kumo wo tsukamu hanashi, Tōkyō, Kōdansha, (Romanzo)
- 2013. 言葉と步く日記, Kotoba to aruku nikki, Tōkyō, Iwanamishoten (Saggio)
- 2014. 献灯使, Kentoshi, Tōkyō, Kōdansha, (Romanzo)
- 2017. 百年の散步, Hyakunen no sanpo, Tōkyō, Shinchōsha (Prosa)
- 2017. シュタイネ, Shutaine, Tōkyō, Seidosha  (Poesia)
- 2018. 地球にちりばめられて, Chikyū ni chiribamerarete, Tōkyō, Kōdansha

### Opere in tedesco
- 1987. Nur da wo du bist da ist nichts, Tübingen, Gehrke (Poesia e Prosa)
- 1988. Das Bad, Tübingen, Konkursbuch Verl

Il Bagno, Salerno, Ripostes, 2003 ISBN 9788886819602
- 1991. Wo Europa anfängt, Tübingen, Konkursbuchverlag (Poesia e Prosa)
- 1993. Ein Gast, Tübingen, Konkursbuch Verl. C. Gehrk
- 1993. Die Kranichmaske die bei Nacht strahlt,  Tübingen, Konkursbuchverl Gehrke (Opera teatrale)
- 1994. Tintenfisch auf Reisen,  Tübingen, Claudia Gehrke(Racconto)
- 1996. Talisman, Tübingen, Konkursbuch (Saggio letterario)
- 1997. Aber die Mandarinen müssen heute abend noch geraubt werden, Tübingen, Konkursbuch (prosa e poesia)
- 1997. Wie der Wind in Ei, Tübingen, Konkursbuchverlag C. Gehrke  (Opera teatrale)
- 1998. Verwandlungen. Tübinger Poetikvorlesungen. Tübingen : Konkursbuchverlag
- 1998. Orpheus oder Izanagi. Till, Tübingen, Claudia Gehrke (dramma radiofonico e opera teatrale)
- 2000. Opium für Ovid, ein Kopfkissenbuch für 22 Frauen, Tübingen : Konkursbuchverl (Prosa)
- 2002. Überseezungen, Tübingen, Claudia Gehrke (Prosa)
- 2004. Das nackte Auge,  Tübingen, Konkursbuchverlag(Racconto)
- 2005. Was ändert der Regen an unserem Leben?, Tübingen, Konkursbuch
- 2007. Sprachpolizei und Spielpolyglotte, Tübingen, Konkursbuch Verl. C. Gehrke
- 2008. Schwager in Bordeaux, Tübingen, Konkursbuch Verl. C. Gehrke (Romanzo)
- 2010. Abenteuer der deutschen Grammatik, übingen, Konkursbuch Verl. C. Gehrke (poesia)
- 2012. Yoko Tawada: fremde Wasser: Vorlesungen und wissenschaftliche Beiträge, Tübingen, Konkursbuch Verlag Claudia Gehrke
- 2013. Mein kleiner Zeh war ein Wort: 12, Tübingen, Konkursbuch (Opera teatrale)
- 2014. Etüden im Schnee, Tuebingen: Konkursbuch
Memorie di un'orsa polare, traduzione di Alessandra Iadicicco, Guanda, Milano, 2017 ISBN 978-88-235-1933-6
- 2016. Akzentfrei, Tübingen, Konkursbuch Verlag Claudia Gehrke (Saggio)
- 2016. Ein Balkonplatz für flüchtige Abende, Tübingen, konkursbuch
- 2018, Sendbo-o-te, Tübingen
- 2020, Paul Celan und der chinesische Engel (Romanzo), Konkursbuch Verlag, Tübingen 2020.
- 2022, Portrait eines Kreisels. Gedichte und Kurzprosa, Konkursbuch Verlag, Tübingen 2022
- 2023, Eine Zungengymnastik für die Genderdebatte. Konkursbuch Verlag, Tübingen 2023

## Premi
- 1991. Premio Gunzo・per nuovi scrittori, Shinjin-Bungaku-Sho
- 1993. Premio Akutagawa per Inu muko iri, 犬婿入り
- 1994. Lessing Prize
- 1996. Premio Adelbert von Chamisso
- 2000. Premio Izumi Kyōka per la letteratura
- 2003. Premio letterario Sei Ito
- 2003. Premio Tanizaki per Yogisha no yako ressha, 容疑者の夜行列車
- 2005. Megaglia Goethe[14]
- 2013. Erlanger Literaturpreis
- 2016. Premio Kleist
- 2017. Premio Warwick for Women in translation
- 2018. Medaglia Carl Zuckmayer